# Каспарян, Карек Ованесович
Карек Ованесович Каспарян (1916 год, село Хумушкури, Сухумский округ, Кутаисская губерния, Российская империя — дата смерти неизвестна, село Хумушкури) — табаковод, бригадир колхоза Чарквиани Гульрипшского района Абхазской АССР, Грузинская ССР. Герой Социалистического Труда (1949).

## Биография
Родился в 1916 году в крестьянской семье в селе Хумушкури Сухумского округа Кутаисской губернии.
С середины 1930-х годов трудился рядовым колхозником в колхозе имени Чарквиани. Участвовал в Великой Отечественной войне. После войны возвратился в родное село, где продолжил трудиться бригадиром табаководческой бригады в колхозе имени Чарквиани.
В 1948 году бригада Карека Каспаряна собрала в среднем по 23,9 центнеров листьев табака сорта «Самсун № 27» с каждого гектара на участке площадью 6 гектаров. Указом Президиума Верховного Совета СССР от 3 мая 1949 года «за получение высоких урожаев кукурузы и табака в 1948 году» удостоен звания Героя Социалистического Труда с вручением ордена Ленина и золотой медали «Серп и Молот».
За выдающиеся трудовые достижения в 1949 году был награждён в 1950 году вторым орденом Ленина.
После выхода на пенсию проживал в родном селе Хумушкури.
Дата смерти не установлена.
Награды
- Герой Социалистического Труда
- Орден Ленина — дважды (1949; 03.07.1950)
- Орден Отечественной войны 2 степени (11.03.1985)